# Station SIGINT de Lourdes
La station SIGINT de Lourdes, située près de La Havane, à Cuba, était la plus grande installation de ce type exploitée par les Services russes de renseignement extérieur en dehors de la Russie. Situé à moins de 150 km de Key West, l’installation couvrait 73 km2. Sa construction a commencé en juillet 1962.
À son apogée pendant la guerre froide, l’installation comptait plus de 1 500 techniciens, ingénieurs et agents de renseignement du KGB, du GRU, de la DI cubaine et du Bloc de l’Est. En 2000, il a été signalé que la Chine avait signé un accord avec le gouvernement cubain pour partager l'utilisation de l'installation pour son propre service de renseignement. 
La base fut fermée en 2002. La Russie a versé à Cuba une subvention annuelle de 200 millions de dollars depuis 1962 en guise de loyer.
Toutes les installations de la station ont été fermées, les bâtiments ont été abandonnés et reconstruits pour devenir l'Université des sciences de l'informatiques.

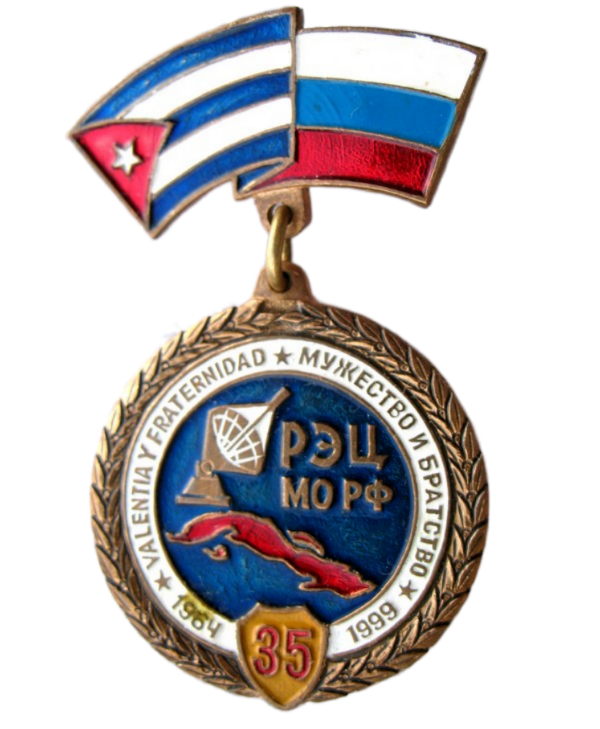
Insigne 35e anniversaire de la Station SIGINT de Lourdes

En juillet 2014, la Russie et Cuba ont accepté de rouvrir les installations pour les services de renseignement russe.  

## Dans la culture populaire
- La station était un instrument clé dans l'épisode du 28 août 2012 de la série télévisée américaine Covert Affairs "Loving the Alien"[3].

- La station a été brièvement mentionnée lors de la diffusion le 9 avril 2017 de l'épisode NCIS: Los Angeles intitulé "From Havana with Love"